# Dremomys gularis
Dremomys gularis är en asiatisk gnagare som beskrevs 1932 av Wilfred Hudson Osgood. Arten ingår i släktet Dremomys och familjen ekorrar. Inga underarter finns listade.

## Beskrivning
Pälsen på ovansidan är gråspräckligt olivbrun med varmt gulockrapartier på haka, strupe och nacke. Buksidan är mörkt blågrå. Svansens ovansida har samma brun- och gråspräckliga färg som ryggsidan, medan dess undersida är röd. Kroppslängden varierar från knappt 19 till 23 cm, ej inräknat den 14,5 till 18 cm långa svansen.

## Utbredning
Utbredningsområdet omfattar Röda flodens dalgång från norra Vietnam till den centrala delen av södra Yunnan i Kina.

## Ekologi
Arten är dagaktiv och lever i bergsskogar, där den förekommer i höjd med och strax över markytan. Den har påträffats på höjder mellan 2 500 och 3 000 m.

## Status och hot
IUCN kategoriserar arten globalt som livskraftig, och populationen är stabil. Inga hot är listade, delvis på grund av det låga kunskapsläget för arten.